# Chapelle et fontaine Notre-Dame-des-Fontaines
La chapelle et la fontaine Notre-Dame-des-Fontaines sont situées à Daoulas, en France.

## Galerie

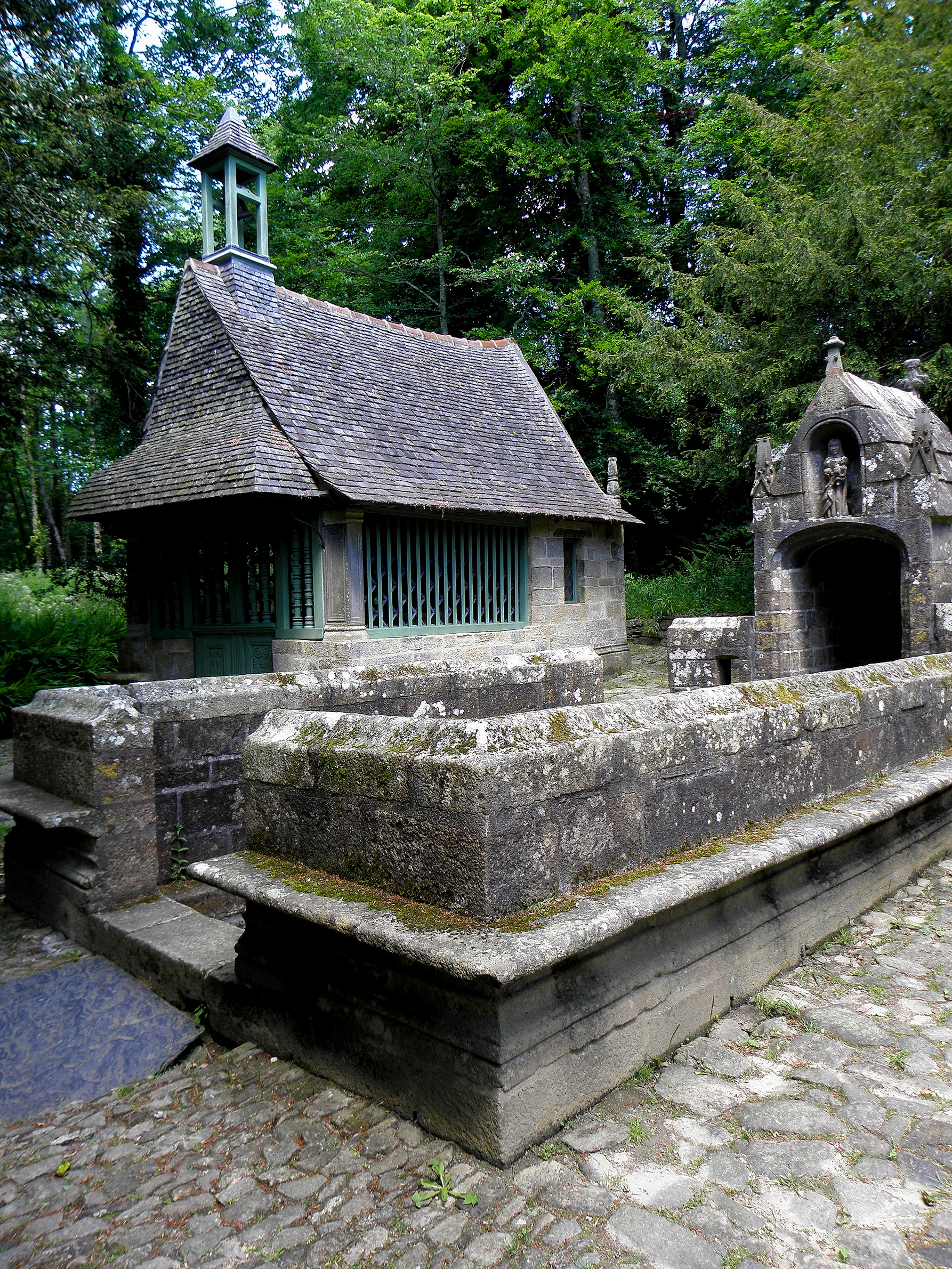
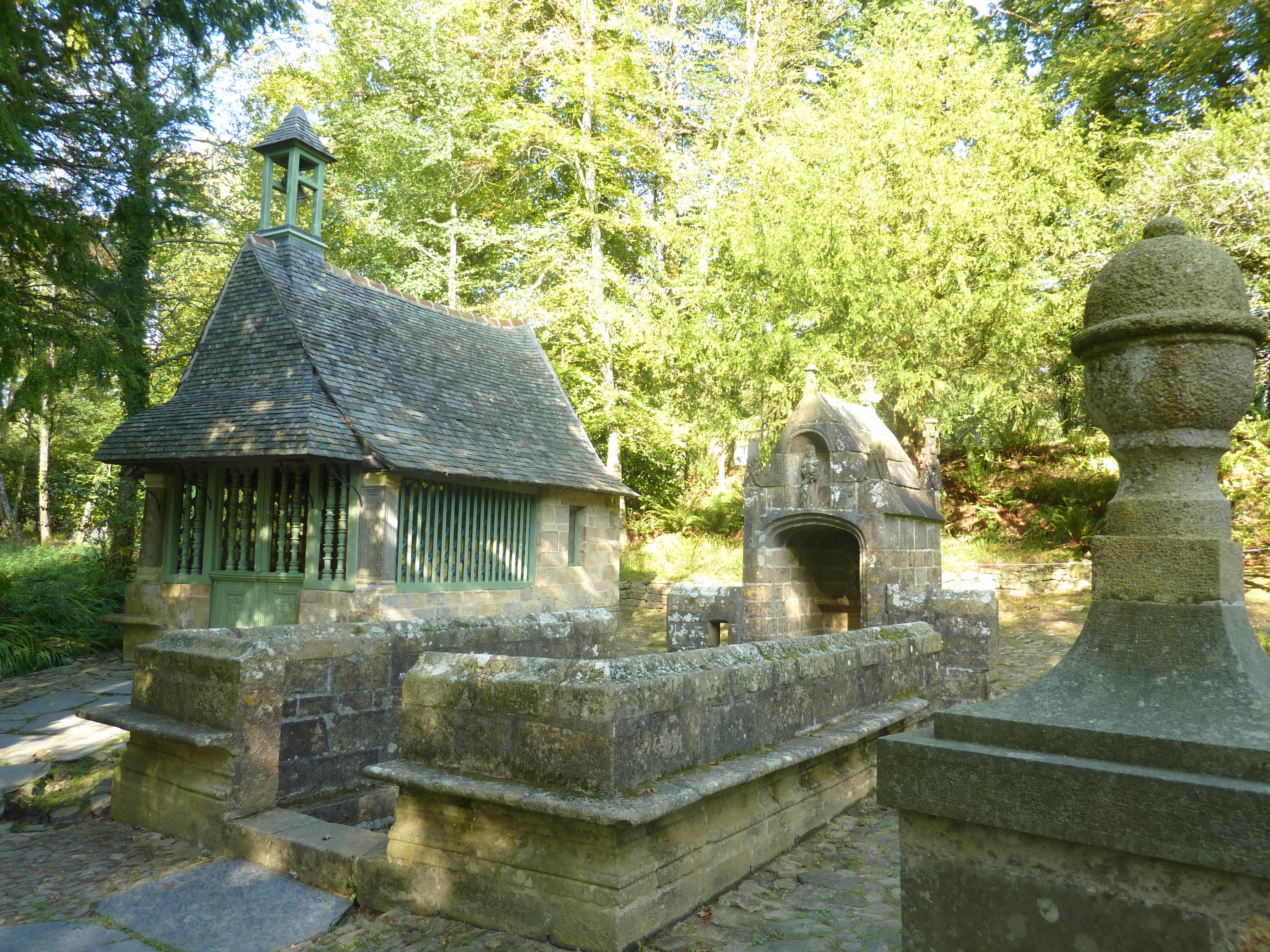
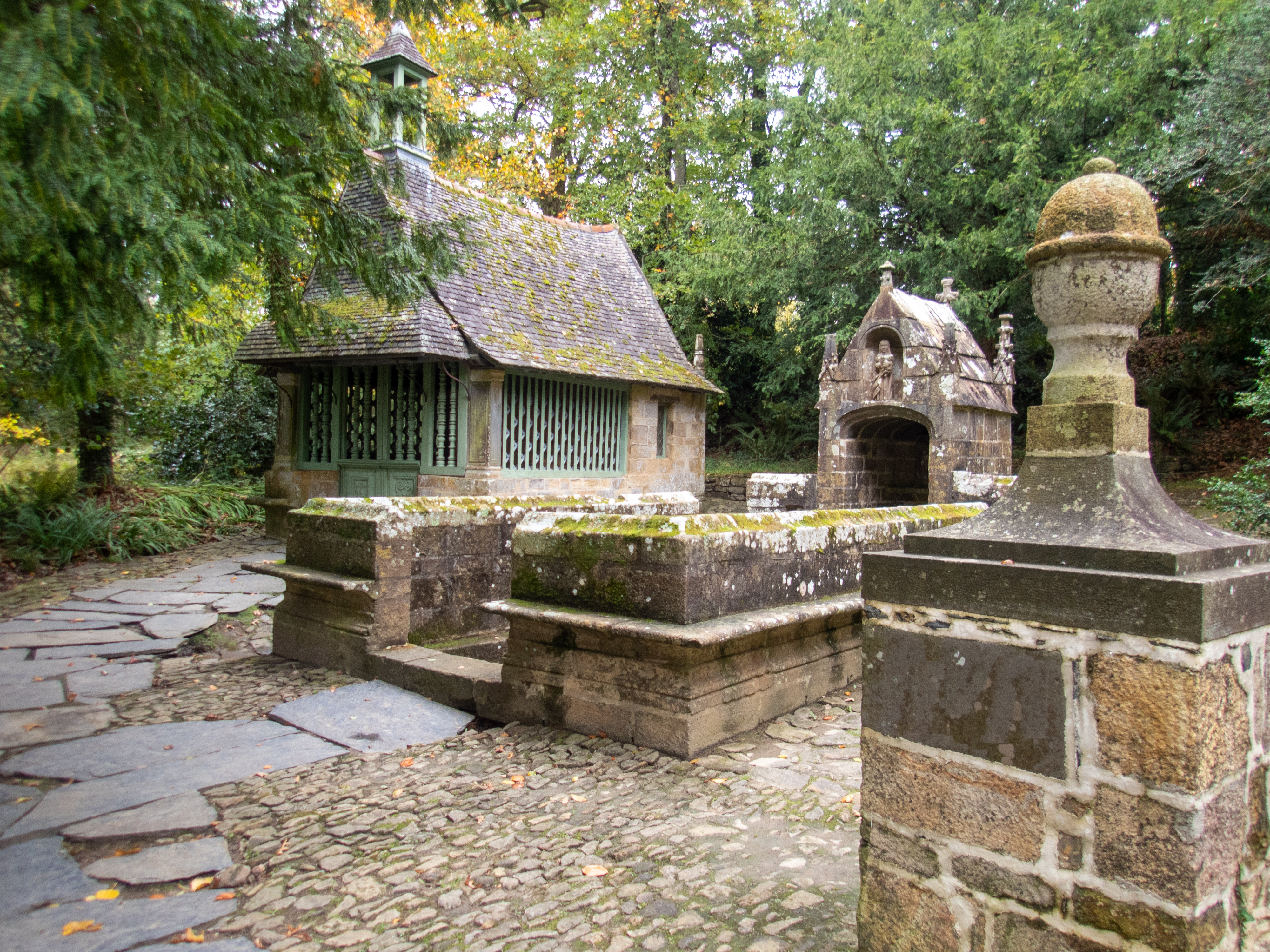
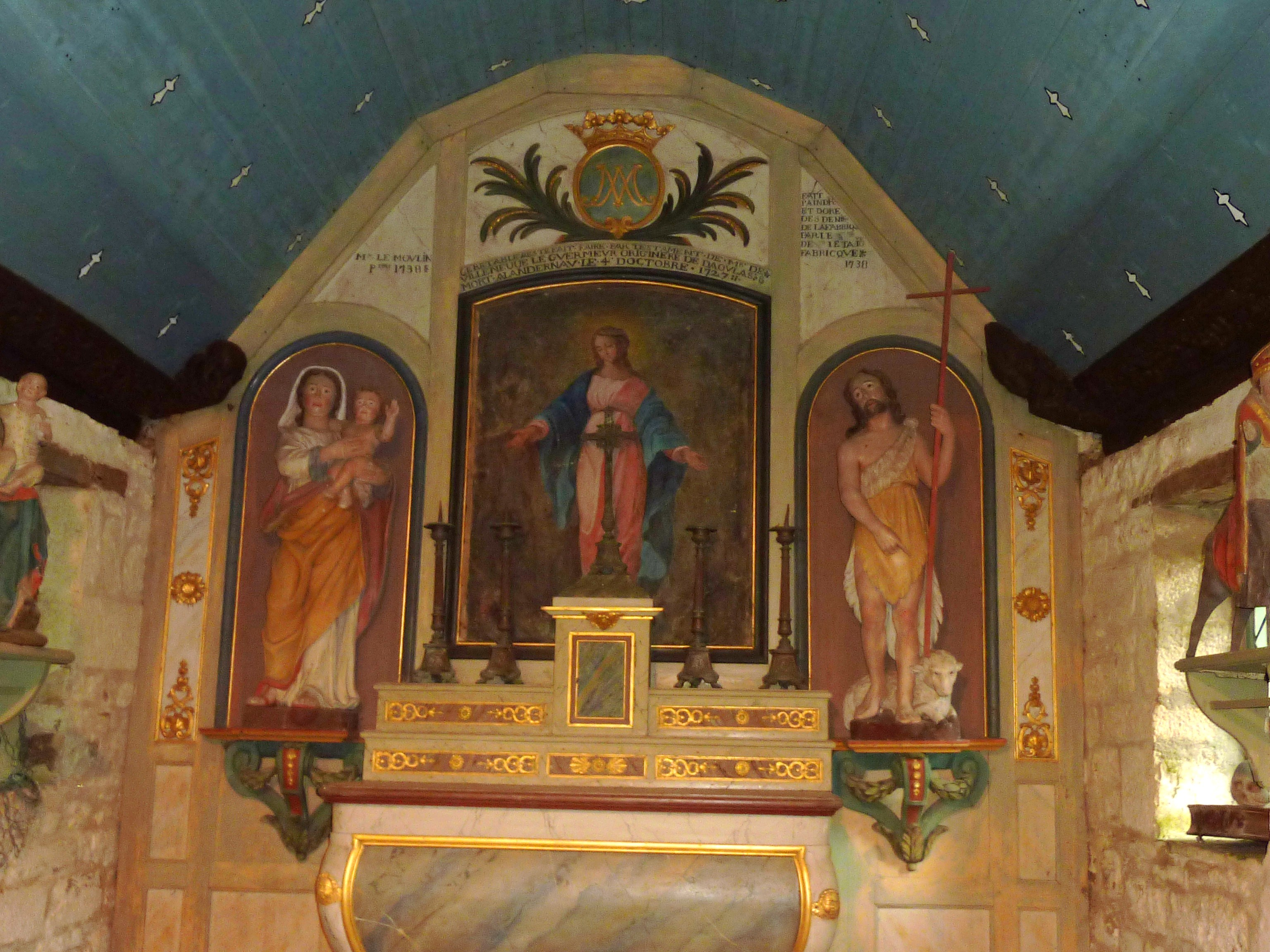
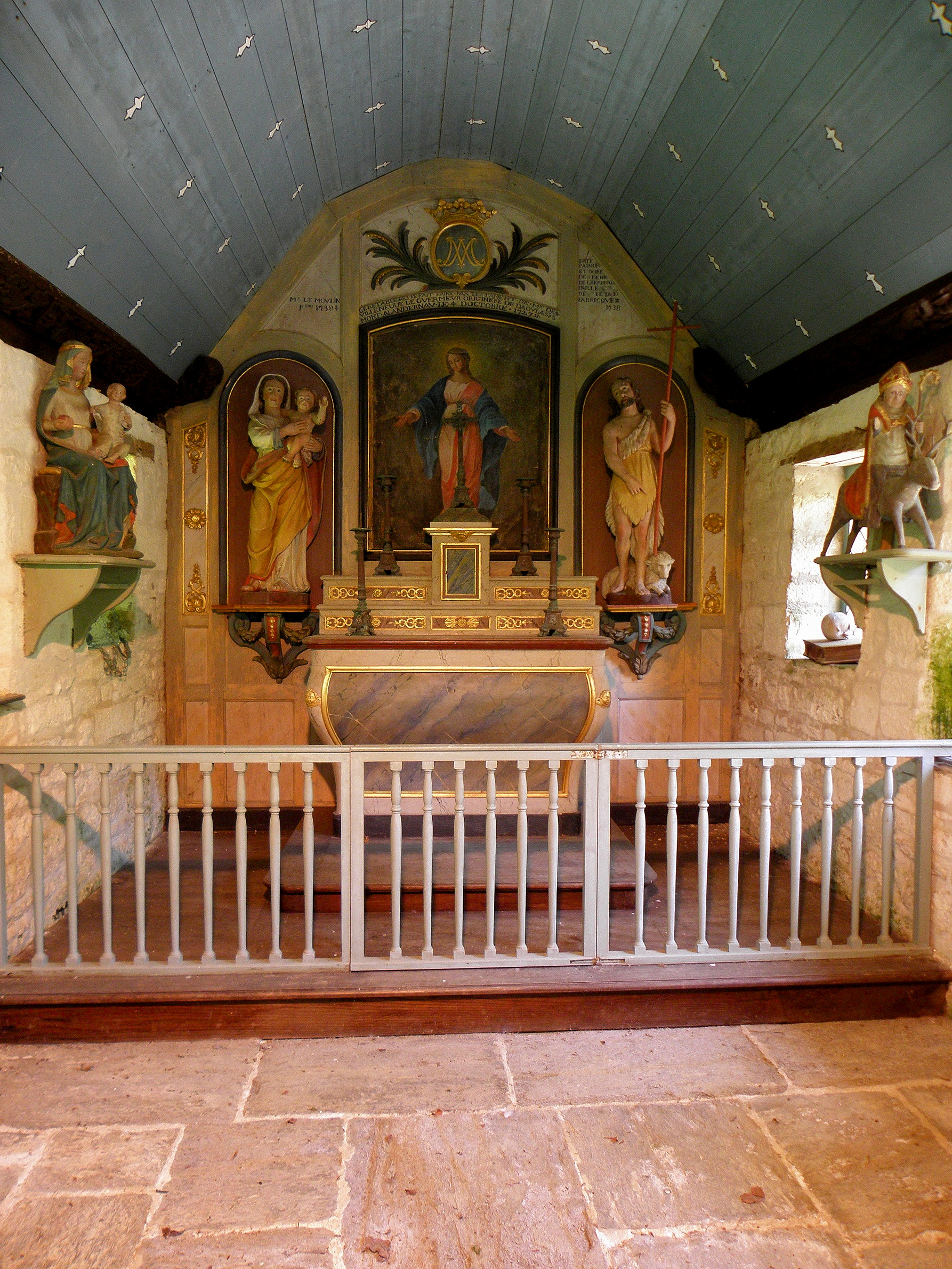
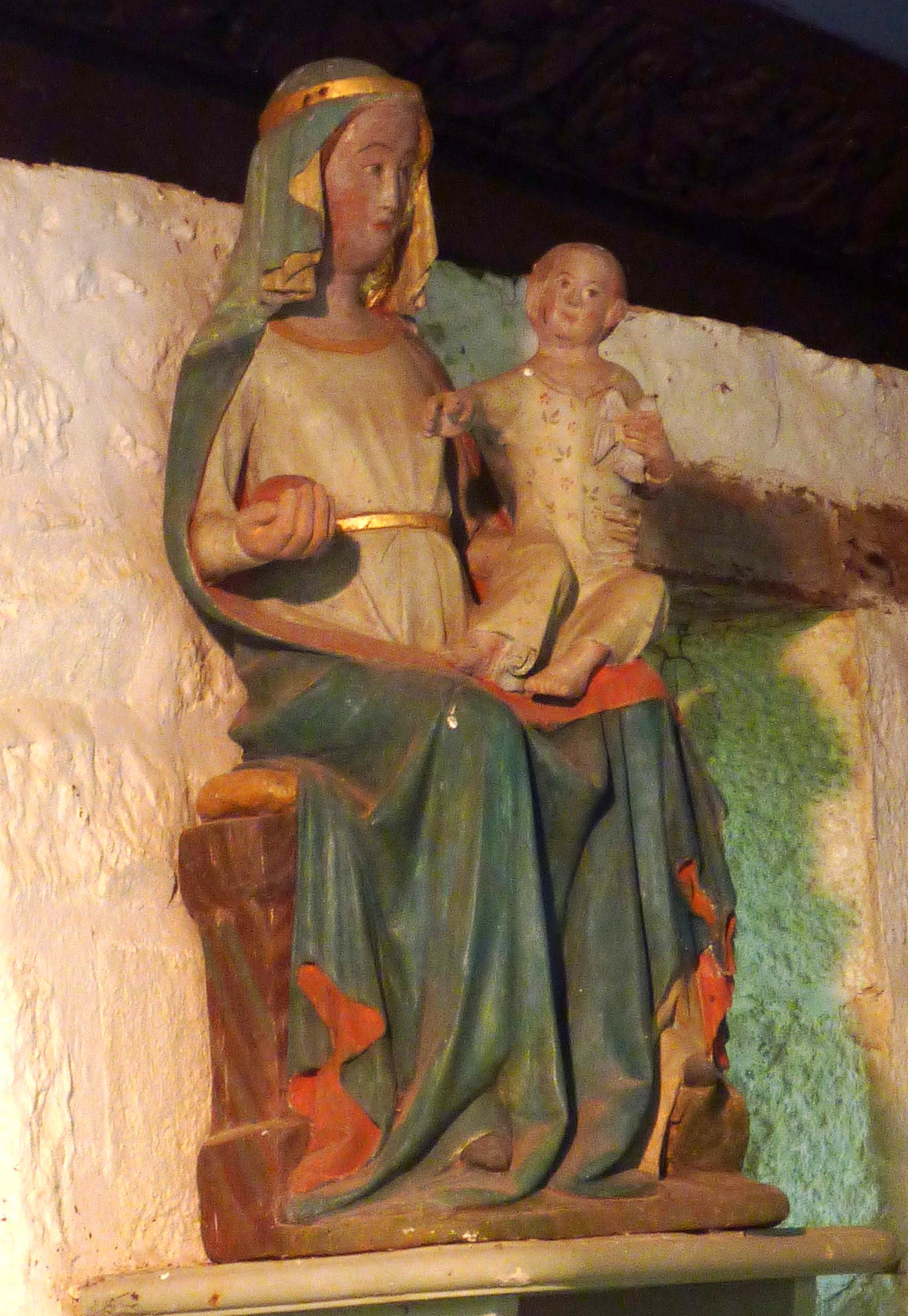
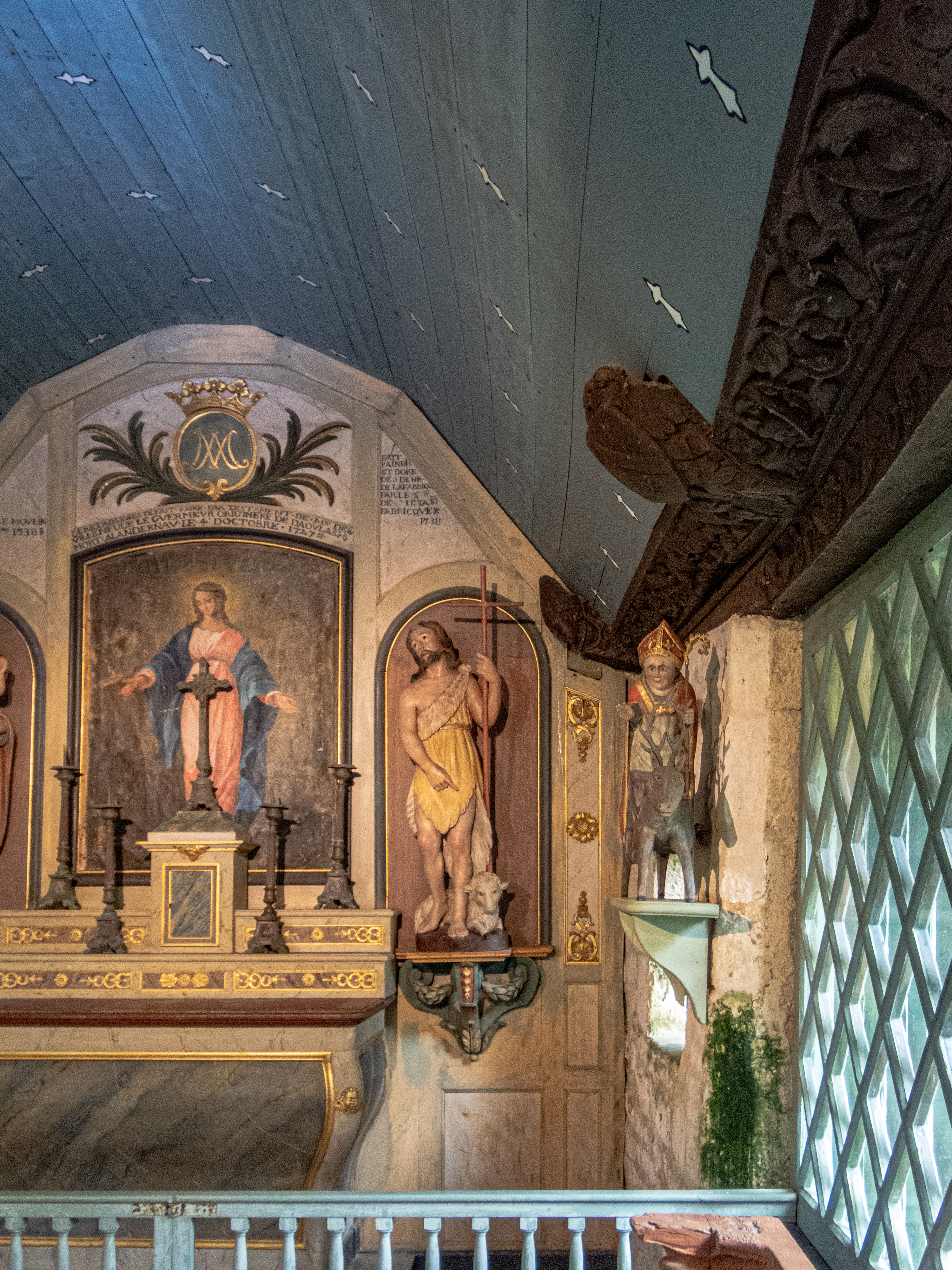
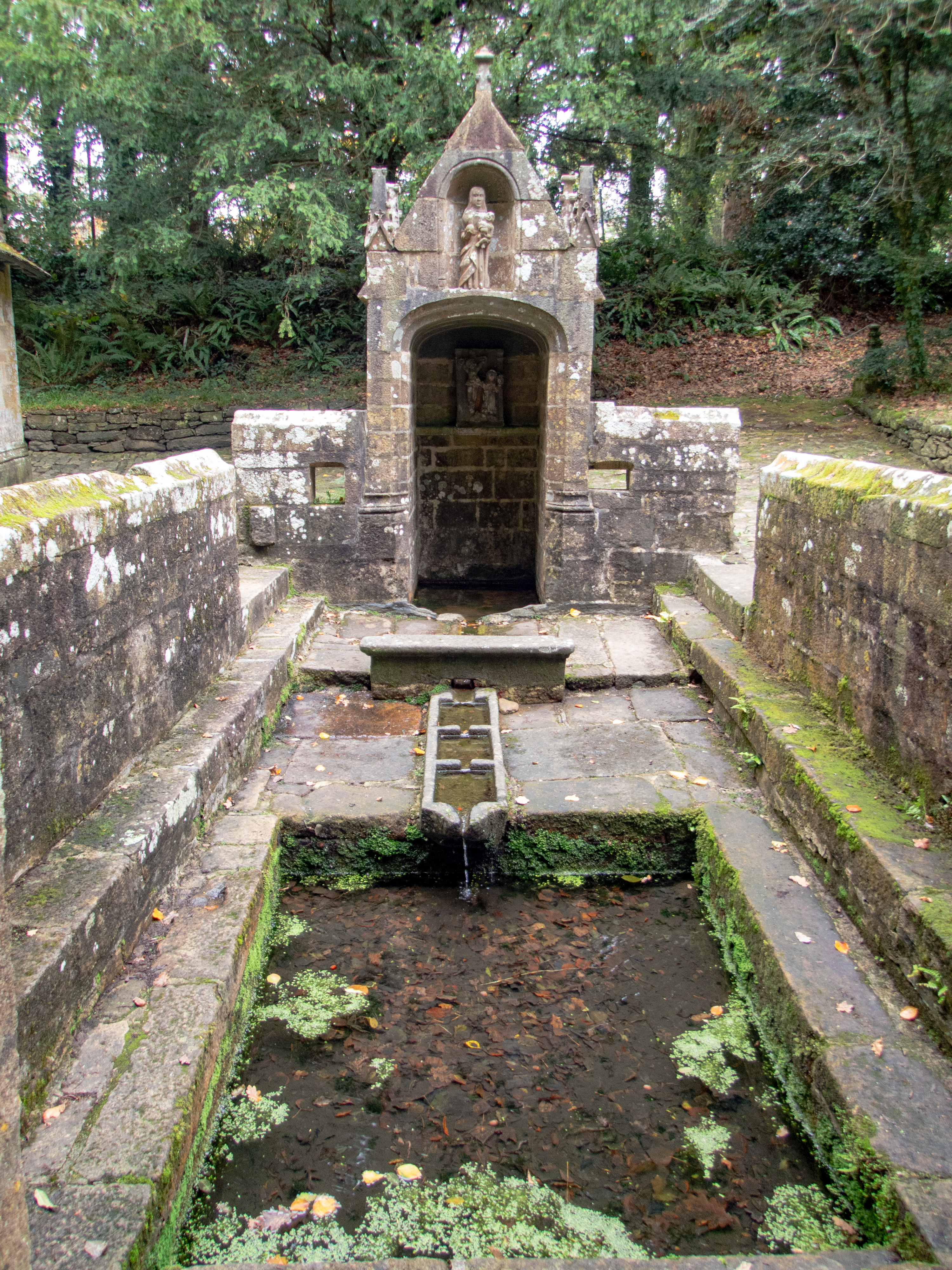
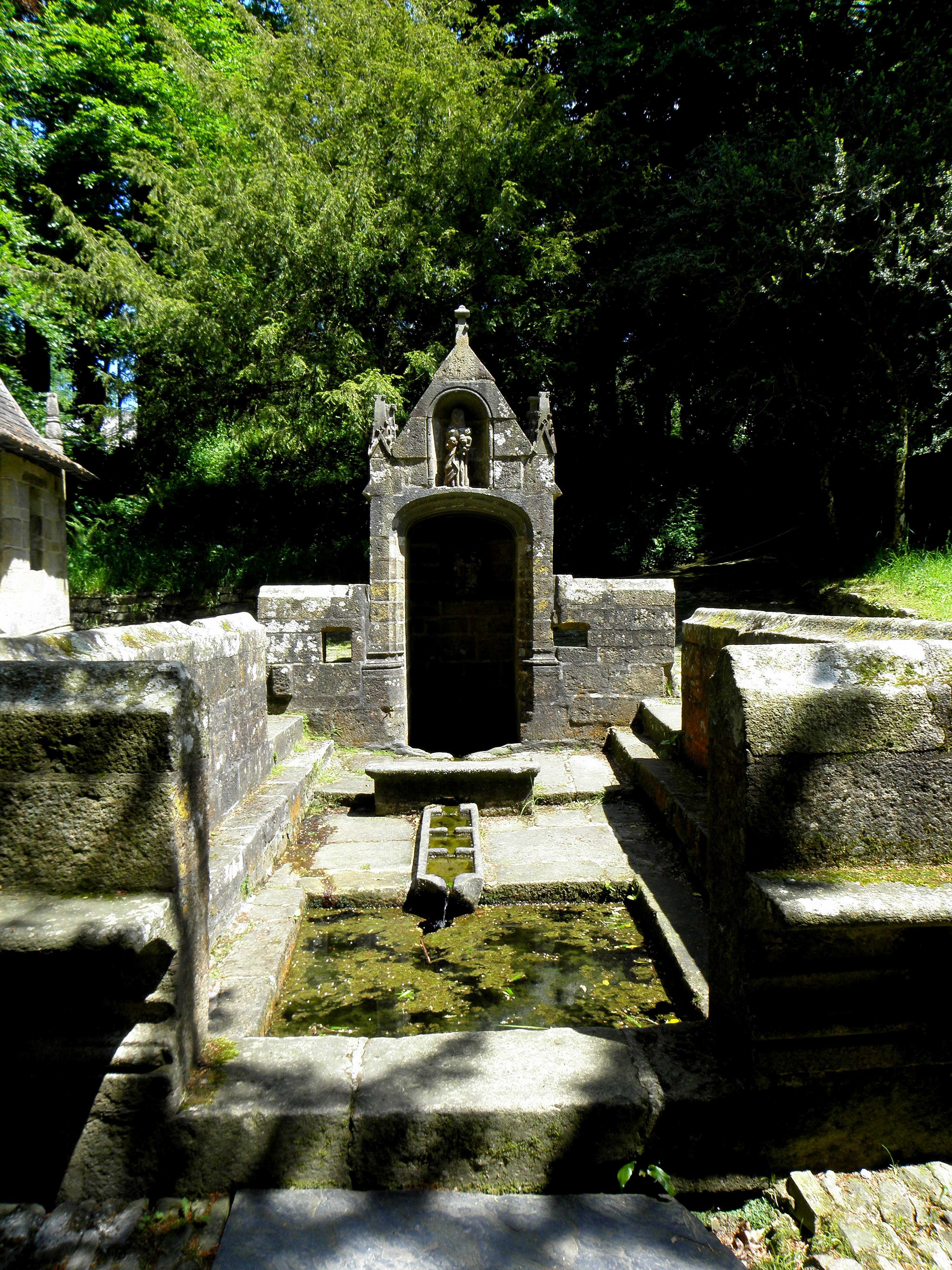
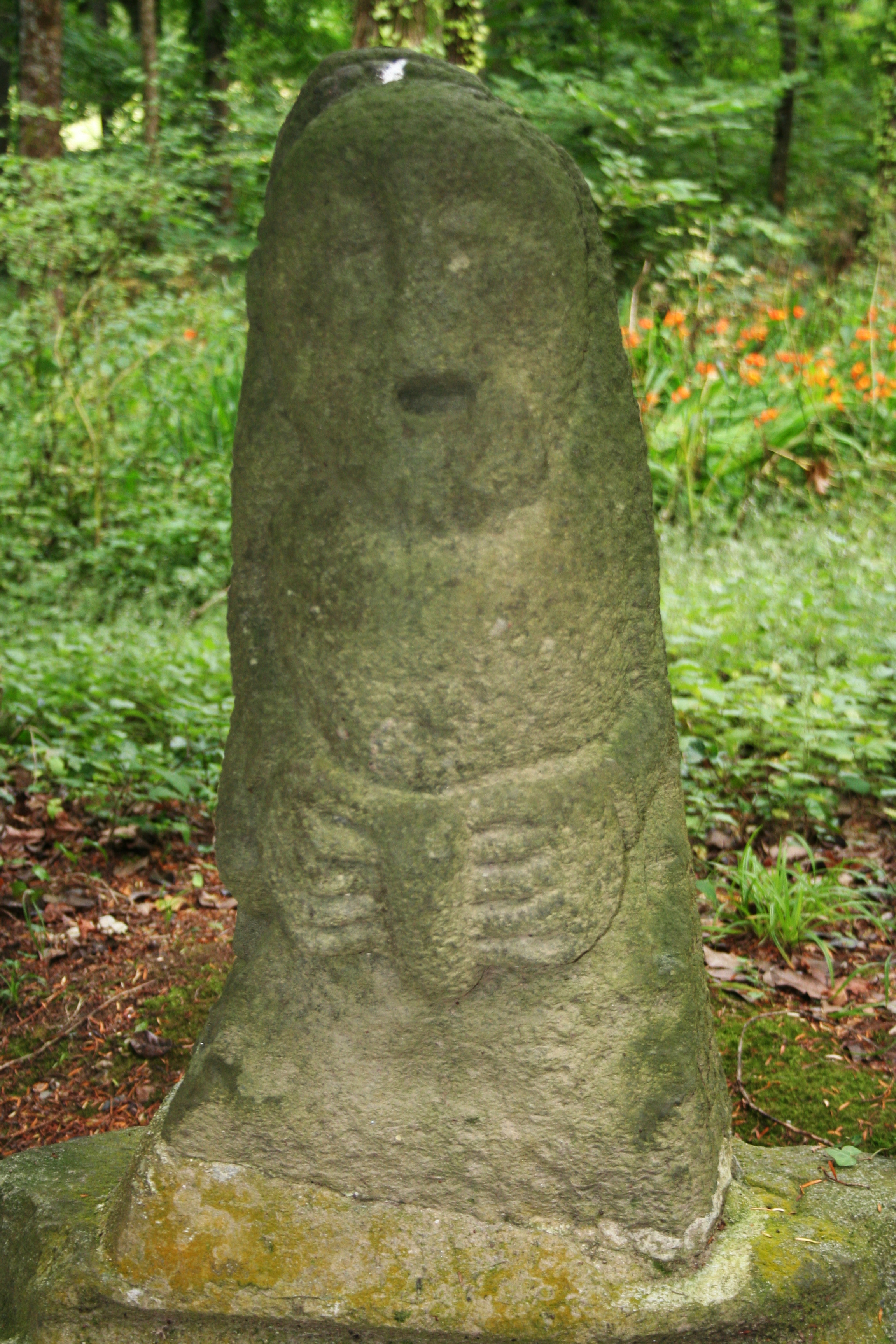
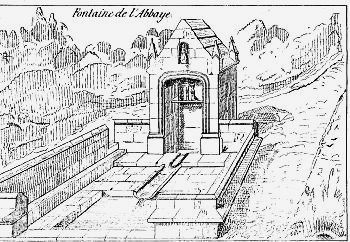

## Localisation
La chapelle et la fontaine sont situées sur le territoire de la commune de Daoulas, au lieu-dit L'Abbaye, dans le département du Finistère, en région Bretagne.

## Description
L'oratoire est une petite construction. L'abside est en maçonnerie. Les côtés sont vitrés. La façade est en bois à claire-voie avec balustres. Une inscription indique des restaurations en 1847 et 1885. A l'intérieur de la chapelle, décor de frises sculptées. La fontaine, de la même époque, se compose d'une niche décorée de quatre pinacles et d'une piscine. Elle porte une inscription indiquant qu'elle fut élevée en 1550.

## Historique
La chapelle et la fontaine sont inscrites au titre des monuments historiques par arrêté du 18 octobre 1926.